# Río Coco
Río Coco är en 680 kilometer lång flod i Centralamerika. Den börjar i Somoto, Nicaragua, nära gränsen till Honduras, och flyter ut i Karibiska havet vid Cabo Gracias a Dios, på gränsen mellan Nicaragua och Honduras. Río Cocos avrinningsområdet är 24 345 km2, varav 19 969 km2 i Nicaragua och resten i Honduras. Vattenflödet i floden varierar stort beroende på om det är torr eller regnperiod.

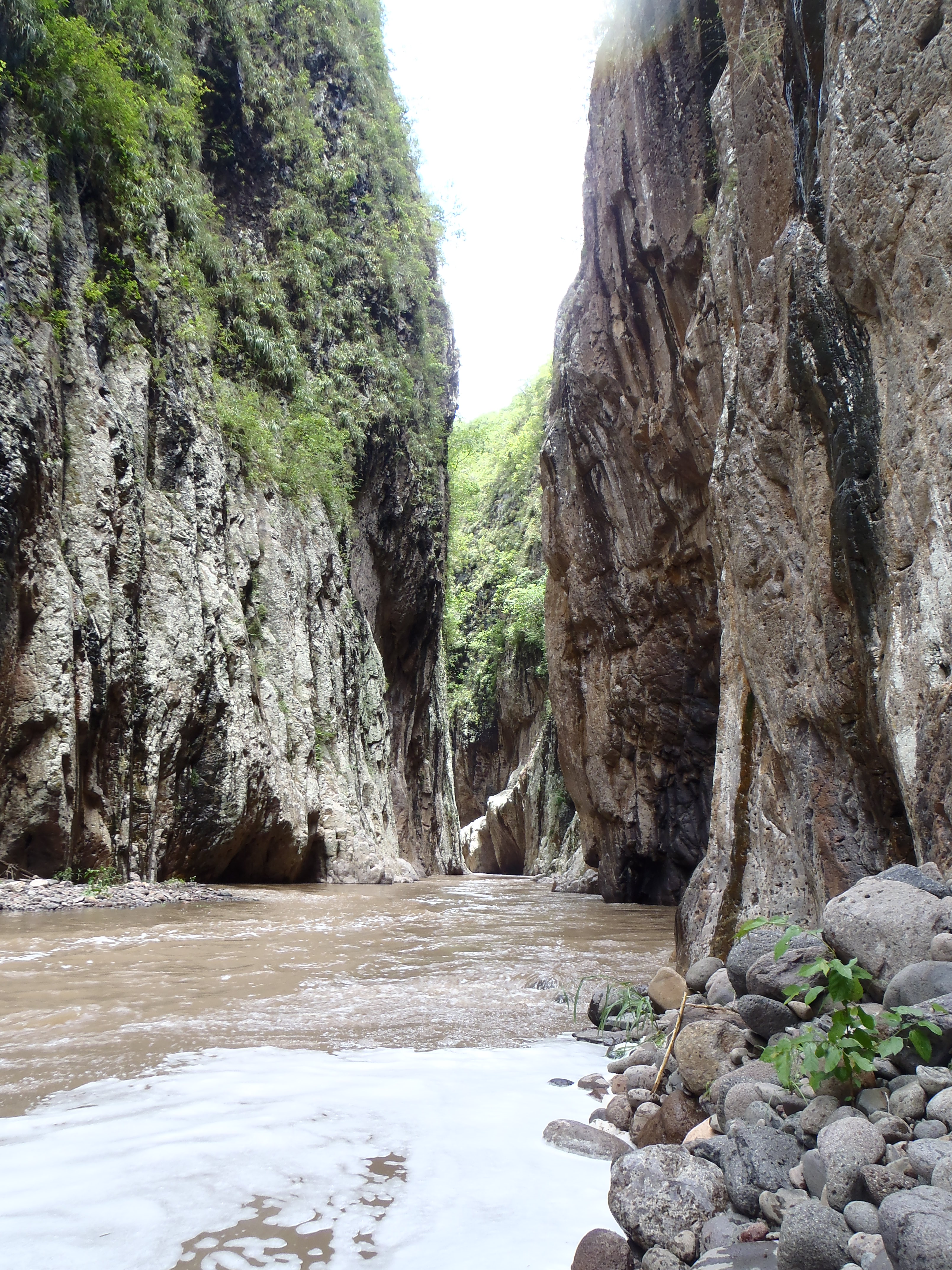
Den unga Río Coco floden flyter igenom Somotokanjonen

Río Coco bildas där floderna Río Comalí och Río Tapacalí möts, den förra ankommen från Honduras i väster och den senare söderifrån från det vackra San José de Cusmapa, Nicaragua. Floden flyter därefter igenom Somotokanjonen, som är den största kanjonen i Nicaragua och en populär turistattraktion.

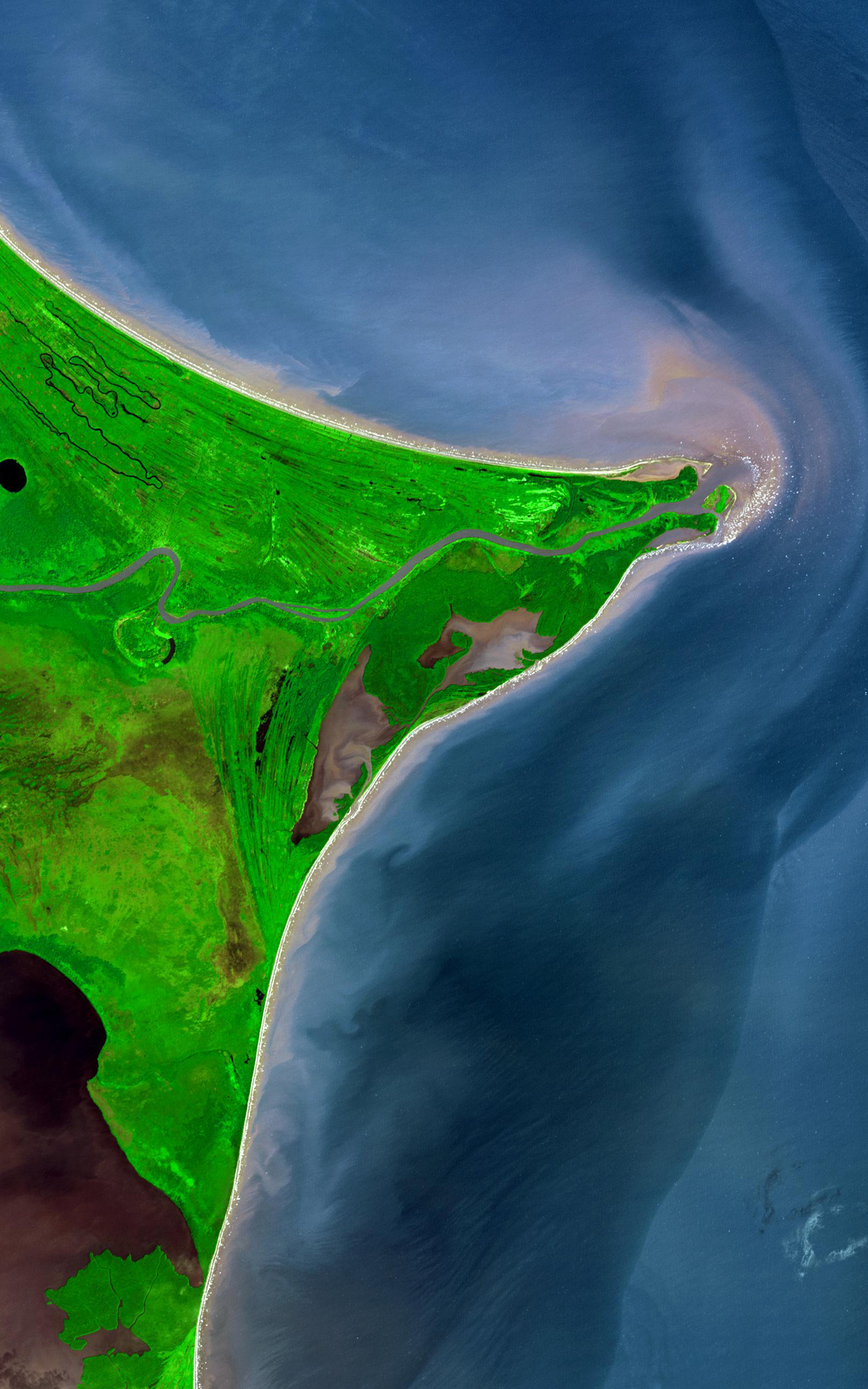
Río Coco flodens mynning vid Cabo Gracias a Dios

Efter sin födelse i Somoto flyter floden igenom de nicaraguanska kommunerna Totogalpa, Macuelizo, Ocotal, Mozonte, Ciudad Antigua, Telpaneca, San Juan de Río Coco, San Sebastián de Yalí, Quilalí, Santa María de Pantasma, Wiwilí de Nueva Segovia och Wiwilí de Jinotega. Därefter utgör Río Coco gränsflod mellan Honduras och Nicaragua tills den flyter ut i Karibiska havet vid Cabo Gracias a Dios.

## Broar
Trots sin långa längd finns det endast broar över floden på fyra ställen. Närmast källan, där floden ännu inte är så stor, finns det en liten bro vid El Naranjo, strax sydväst om Hermanos Martínez. Den bron förbinder de nordvästra delarna av Somoto med resten av kommunen. Precis söder om Ocotal finns det en bro för den stora landsvägen som förbinder departementet Nueva Segovia med övriga Nicaragua. I Telpaneca blev den gamla bron blev regelbundet översvämmad under regntiden, men 2016 byggdes det en ny bro, som då var den största i norra Nicaragua. Längre ner längs floden invigdes år 2022 en 313 meter lång bro mellan Wiwilí de Nueva Segovia och Wiwilí de Jinotega.